# Matrimonio igualitario en Carolina del Norte
El matrimonio igualitario en Carolina del Norte es legal desde el 31 de octubre de 2014, cuando un juez de la Corte de Distrito de Estados Unidos falló en el caso Cristo vs Cooper que la negación de los derechos de matrimonio a parejas del mismo sexo en el estado era inconstitucional. El Gobernador y procurador general del estado había reconocido que una reciente sentencia en el Cuarto Circuito de Cortes de Apelaciones de Estados Unidos y la decisión de la Corte Suprema de Estados Unidos de no escuchar la apelación en este caso establecían la inconstitucionalidad de la prohibición de Carolina del Norte sobre el matrimonio entre personas del mismo sexo. Los legisladores estatales buscaron sin éxito intervenir en los pleitos para defender la prohibición del estado sobre el matrimonio entre personas del mismo sexo. 
Carolina del Norte había negado previamente los derechos del matrimonio a parejas del mismo sexo por ley desde 1996. La enmienda constitucional estatal que fue aprobada en 2012 lo reforzó al definir el matrimonio entre un hombre y una mujer como la única "unión legal válida en el estado" y en la negación a reconocer a ninguna condición legal similar, como las uniones civiles. 
Algunas ciudades en el estado reconocían las parejas de hecho, y algunas hacen de este estatus algo válido para parejas del mismo y de distinto sexo.